# 汉多夫

在吕讷堡县的位置

汉多夫是德国下萨克森州吕讷堡县的一个市镇。总面积9.88平方公里，总人口1979人，其中男性992人，女性987人（2011年12月31日），人口密度200人/平方公里。